# Малоборовицька сільська рада
50°6′30″ пн. ш. 26°21′17″ сх. д. / 50.10833° пн. ш. 26.35472° сх. д.

Малоборовицька сільська́ ра́да — колишній орган місцевого самоврядування, територія якої відносилась до складу ліквідованого Білогірського району Хмельницької області, Україна. Центром сільради є село Мала Боровиця. Рада утворена у 1921 році. У 2020 році приєднана до складу Білогірської селищної громади.

## Основні дані
Сільська рада розташована у північній частині Білогірського району, на північ — північний захід від районного центру Білогір'я, у правобережній частині басейну річки Вілії, лівої притоки Горині.
Населення сільської ради становить — 890 осіб (2001). Загальна площа населених пунктів — 3,92 км², сільської ради, в цілому — 28,03 км². Середня щільність населення — 31,75 осіб/км².

### Населення
Зміна чисельності населення за даними переписів і щорічних оцінок:
| Роки      | 1984  | 2001 | 2010 | 2011 |
| --------- | ----- | ---- | ---- | ---- |
| Населення | 1 460 | ▼890 | ▼780 | ▲781 |

## Адміністративний поділ
Малоборовицькій сільській раді підпорядковуються 5 населених пунктів, села:
- Мала Боровиця
- Загребля
- Заріччя
- Зіньки
- Карпилівка

## Історія
Поблизу села Мала Боровиця знайдені кам'яні знаряддя праці доби неоліту та міді. На території села Зіньки знаходяться залишки давнього поселення «Городище». У 1650 році поблизу села Заріччя відбулася битва козацьких військ Богдана Хмельницького із польською шлахтою, яка увійшла в історію під назвою — «Битва Кипінь».

## Господарська діяльність
Основним видом господарської діяльності населених пунктів сільської ради є сільськогосподарське виробництво. Воно складається із ТОВ «Вілія» ЛТД, АГРО «Шумськ», фермерських (одноосібних) та індивідуальних присадибних селянських господарств. Основним видом сільськогосподарської діяльності є вирощування зернових (пшениця, ячмінь, жито, кукурудза) та технічних культур; допоміжним — вирощування овочевих культур та виробництво м'ясо-молочної продукції.
На території сільради працює п'ять магазинів, дві загально-освітні школи: I–III ст. на 167 місць та I ст. на 35 місць, дитячий садок на 18 місць, Малоборовицький, Зіньковецький та Карпилівський сільські клуби, Малоборовицьке поштове відділення, АТС, три фельдшерсько-акушерських пункти (ФАПи), водогін (18,9 км), водогін (1,0 км).
На території сільради діє «Свято-Вознесенська церква» Української православної церкви.

## Автошляхи та залізниці
Протяжність комунальних автомобільних шляхів становить 8,0 км, з них:
- із твердим покриттям — 6,0 км;
- із асфальтним покриттям — 0 км;
- із ґрунтовим покриттям — 2,0 км.

Протяжність доріг загального користування 19,5 км:
- із твердим покриттям — 8,0 км;
- із асфальтним покриттям — 11,5 км;

Територією сільської ради, із півночі на південь проходить територіальний автомобільний шлях Мала Боровиця—Білогір'я (Т 2301), з північного сходу на південний захід проходить автомобільний шлях регіонального значення Острог—Радивилів (Р26).
Найближчі залізничні станції: Жижниківці (в селі Жижниківці) та Суховоля (смт Білогір'я), розташовані на залізничній лінії Шепетівка-Подільська — Тернопіль.

## Річки
Територією сільської ради, із південного сходу на північний захід, протікає невеличка, безіменна річка (12 км), права притока річки Вілії.

## Персоналії
- Дем'янчук Григорій Семенович (нар.1936, Карпилівка — пом.2001, Рівне) — український журналіст, краєзнавець, заслужений журналіст УРСР
- Майборський Володимир Петрович (нар.1919, Зіньки — пом.1987, Зіньки) — Герой Радянського Союзу, кулеметник 7-го полку 24-ї стрілецької Залізної дивізії
- Омельчук Григорій Купріянович (нар.1920, Мала Боровиця — пом.1983, Івано-Франківськ) — Герой Радянського Союзу, командир батальйону, 1317-го стрілецького полку, капітан